# Клуб социальных инициатив
Клуб социальных инициатив (КСИ) — общественная организация, которая существовала в Москве в 1986—89 годах.

## История
КСИ возник на Арбате в сентябре 1986 года на базе районного детского клуба «Наш Арбат». Там по инициативе Степана Пачикова был создан компьютерный детский клуб «Компьютер» — первое в Москве скопление персональных компьютеров, доступное простым гражданам. Одним из посетителей этого клуба был математик и социолог Григорий Пельман. Он был знакомым швейцарского математика Оливье Парно, который был троцкистом, и благодаря ему к Пельману в Москву стали приезжать французские троцкисты, которые познакомили Пельмана с диссидентами Борисом Кагарлицким и Глебом Павловским. Павловский, в свою очередь, привлек в Москву из Одессы своего знакомого Вячеслава Игрунова.
Сопредседателями КСИ стали Г. Пельман, Б. Кагарлицкий, М. Малютин и Г. Павловский. Президентом КСИ стал Пельман. Журналист «Комсомольской правды»  Валерий Хилтунен передал членам КСИ семь пятидесятикилограммовых мешков писем (свыше 10 тыс. писем), пришедших в редакцию этой газеты в ответ на опубликованную в ней статью Геннадия Алференко, создавшего при «Комсомольской правде» «Фонд социальных изобретений». Первым делом КСИ стала попытка отсортировать эти письма и наладить переписку с их авторами. Первое свое мероприятие клуб провел в октябре 1986 года – это было обсуждение проекта закона о кооперативах, на которое пригласили социологов  из Советской социологической ассоциации Т. Заславскую и Л. Гордона (у которого Г. Пельман был аспирантом). 
Благодаря райкому КПСС Ленинского района Москвы КСИ начал проводить свои мероприятия в Доме культуры «Промстройматериалы» по адресу ул. Волхонка, 13, где сейчас находится картинная галерея Ильи Глазунова.
В августе 1987 года с помощью московского городского комитета КПСС КСИ провел конференцию «неформальных» объединений «Общественные инициативы в перестройке», в которой приняло участие свыше трехсот человек из 12 городов СССР. Благодаря этой конференции были созданы общество «Мемориал», а также Федерация социалистических общественных клубов. В. Игрунов считает эту конференцию началом массового общественного движения в СССР. 
КСИ начал получать финансирование от кооператива, который возглавил Григорий Пельман. КСИ тесно сотрудничал с клубом «Перестройка», созданном на базе ЦЭМИ, участниками которого были ставшие впоследствии широко известными А. Чубайс и Е. Гайдар.